# Paris Saint-Germain Football Club 2015-2016
Questa voce raccoglie le informazioni riguardanti il Paris Saint-Germain Football Club nelle competizioni ufficiali della stagione 2015-2016.

## Stagione
Durante la stagione la squadra ha vinto il campionato con 96 punti (record per la Ligue 1) la Coupe de la Ligue, la Supercoppa francese e la coppa francese. È anche arrivata ai quarti di finale della UEFA Champions League dove è stata eliminata dal Manchester City (2-2 e 0-1).

## Divise e sponsor
Lo sponsor tecnico per la stagione 2015-2016 è Nike, mentre lo sponsor ufficiale è Fly Emirates. La prima maglia è blu con maniche di una tonalità di blu più scura e banda verticale rossa contornata porcus di bianco, calzoncini e calzettoni blu. La seconda maglia è bianca con inserti rossi sul colletto, calzoncini e calzettoni bianchi. La terza maglia è nera, calzoncini neri e calzettoni rossi.
| Casa | Trasferta | Terza maglia |

## Organigramma societario
Area direttiva
- Presidente: Nasser Al-Khelaïfi
- Direttore generale: Jean-Claude Blanc
- Direttore generale amministrazione e finanze: Philippe Boindrieux
- Direttore generale attività commerciali: Frédéric Longuepee

Area organizzativa
- Segretario generale: Benoît Rousseau
- Direttore della biglietteria: Nicolas Arndt
- Direttore della sicurezza: Jean-Philippe D'Hallivillée

Area comunicazione
- Direttore relazioni esterne: Guillaume Le Roy
- Protocollo e relazioni pubbliche: Katia Krekowiak
- Ufficio stampa: Yann Guerin

Area marketing
- Direttore marketing: Michel Mimran

Area tecnica
- Direttore sportivo: Olivier Letang
- Direttore centro di formazione: Bertrand Reuzeau
- Allenatore: Laurent Blanc
- Allenatore in seconda: Jean-Louis Gasset
- Collaboratore tecnico: Zoumana Camara
- Preparatori atletici: Philippe Lambert, Denis Lefebve, Simon Colinet
- Preparatore dei portieri: Nicolas Dehon

Area sanitaria
- Responsabile: Eric Rolland
- Medico sociale: Joffrey Martin
- Massaggiatori: Bruno Le Natur, Jérôme Andral, Dario Fort, Gaël Pasquer, Cyril Praud

## Rosa
| N. |                           | Ruolo | Calciatore               |
| -- | ------------------------- | ----- | ------------------------ |
| 1  | Francia (bandiera)        | P     | Nicolas Douchez          |
| 2  | Brasile (bandiera)        | D     | Thiago Silva (capitano)  |
| 3  | Francia (bandiera)        | D     | Presnel Kimpembe         |
| 4  | Francia (bandiera)        | C     | Benjamin Stambouli       |
| 5  | Brasile (bandiera)        | D     | Marquinhos               |
| 6  | Italia (bandiera)         | C     | Marco Verratti           |
| 7  | Brasile (bandiera)        | C     | Lucas                    |
| 8  | Italia (bandiera)         | C     | Thiago Motta             |
| 9  | Uruguay (bandiera)        | A     | Edinson Cavani           |
| 10 | Svezia (bandiera)         | A     | Zlatan Ibrahimović       |
| 11 | Argentina (bandiera)      | C     | Ángel Di María           |
| 14 | Francia (bandiera)        | C     | Blaise Matuidi           |
| 15 | Francia (bandiera)        | A     | Jean-Christophe Bahebeck |
| 16 | Germania (bandiera)       | P     | Kevin Trapp              |
| 17 | Brasile (bandiera)        | D     | Maxwell                  |
| 19 | Costa d'Avorio (bandiera) | D     | Serge Aurier             |

| N. |                           | Ruolo | Calciatore           |
| -- | ------------------------- | ----- | -------------------- |
| 20 | Francia (bandiera)        | D     | Layvin Kurzawa       |
| 21 | Francia (bandiera)        | D     | Lucas Digne          |
| 22 | Argentina (bandiera)      | A     | Ezequiel Lavezzi     |
| 23 | Paesi Bassi (bandiera)    | D     | Gregory van der Wiel |
| 25 | Francia (bandiera)        | C     | Adrien Rabiot        |
| 27 | Argentina (bandiera)      | C     | Javier Pastore       |
| 29 | Francia (bandiera)        | A     | Jean-Kévin Augustin  |
| 30 | Italia (bandiera)         | P     | Salvatore Sirigu     |
| 31 | Francia (bandiera)        | D     | Youssouf Sabaly      |
| 32 | Brasile (bandiera)        | D     | David Luiz           |
| 33 | Francia (bandiera)        | C     | Christopher Nkunku   |
| 35 | Francia (bandiera)        | A     | Hervin Ongenda       |
| 36 | Costa d'Avorio (bandiera) | C     | Yakou Méïté          |
| 37 | Francia (bandiera)        | C     | Timothée Taufflieb   |
| 40 | Francia (bandiera)        | P     | Mike Maignan         |

## Calciomercato

### Sessione estiva(dal 01/07 al 31/08)
| Acquisti | Acquisti           | Acquisti          | Acquisti                           |
| R.       | Nome               | da                | Modalità                           |
| -------- | ------------------ | ----------------- | ---------------------------------- |
| P        | Alphonse Areola    | Bastia            | fine prestito                      |
| P        | Kevin Trapp        | E. Francoforte    | definitivo (9,5 milioni €)         |
| D        | Serge Aurier       | Tolosa            | riscatto cartellino (10 milioni €) |
| D        | Jordan Ikoko       | Le Havre          | fine prestito                      |
| D        | Layvin Kurzawa     | Monaco            | definitivo (25 milioni €)          |
| D        | Youssouf Sabaly    | Evian TG          | fine prestito                      |
| C        | Ángel Di María     | Manchester United | definitivo(63 milioni €)           |
| C        | Romain Habran      | Sochaux           | fine prestito                      |
| C        | Benjamin Stambouli | Tottenham         | definitivo (8,6 milioni €)         |
| A        | Hervin Ongenda     | Bastia            | fine prestito                      |

| Cessioni | Cessioni                 | Cessioni       | Cessioni                    |
| R.       | Nome                     | a              | Modalità                    |
| -------- | ------------------------ | -------------- | --------------------------- |
| P        | Alphonse Areola          | Villarreal     | prestito                    |
| P        | Mory Diaw                |                | svincolato                  |
| P        | Mike Maignan             | Lilla          | definitivo (1 milione €)    |
| D        | Zoumana Camara           |                | fine carriera               |
| D        | Lucas Digne              | Roma           | prestito                    |
| D        | Jordan Ikoko             | Lens           | prestito                    |
| D        | Youssouf Sabaly          | Nantes         | prestito                    |
| C        | Franck-Yves Bambock      |                | svincolato                  |
| C        | Yohan Cabaye             | Crystal Palace | definitivo (13,9 milioni €) |
| C        | Romain Habran            | Laval          | prestito                    |
| C        | Romuald Lacazette        |                | svincolato                  |
| A        | Jean-Christophe Bahebeck | Saint-Étienne  | prestito                    |

### Sessione invernale(dal 02/01 al 01/02)
| Cessioni | Cessioni           | Cessioni | Cessioni |
| R.       | Nome               | a        | Modalità |
| -------- | ------------------ | -------- | -------- |
| C        | Roli Pereira de Sa | Paris FC | prestito |

### Operazione esterna alle sessioni
| Cessioni | Cessioni         | Cessioni            | Cessioni                 |
| R.       | Nome             | a                   | Modalità                 |
| -------- | ---------------- | ------------------- | ------------------------ |
| A        | Ezequiel Lavezzi | Hebei China Fortune | definitivo (6 milioni €) |

## Risultati

### Ligue 1

#### Girone d'andata
| Arbitro: | Fautrel |

|  |           |           |
|  | Marcatori | 57’ Lucas |

| Arbitro: | Bien |

|                              |           |  |
| Matuidi 11’ Thiago Silva 21’ | Marcatori |  |

| Arbitro: | Moreira |

|  |           |             |
|  | Marcatori | 61’ Matuidi |

| Arbitro: | Bastien |

|  |           |                             |
|  | Marcatori | 57’, 73’ Cavani 83’ Lavezzi |

| Arbitro: | Gautier |

|                 |           |                             |
| Cavani 27’, 34’ | Marcatori | 31’ (aut.) Trapp 79’ Khazri |

| Arbitro: | Varela |

|                |           |            |
| Siebatcheu 83’ | Marcatori | 84’ Cavani |

| Arbitro: | Schneider |

|                                          |           |  |
| Pastore 18’ Di María 77’ Ibrahimović 83’ | Marcatori |  |

| Arbitro: | Delerue |

|            |           |                                                      |
| Bammou 11’ | Marcatori | 48’ Ibrahimović 73’ Cavani 80’ Di María 90+1’ Aurier |

| Arbitro: | Bastien |

|                                    |           |               |
| Ibrahimović 41’ (rig.), 44’ (rig.) | Marcatori | 30’ Batshuayi |

| Arbitro: | Jaffredo |

|  |           |                      |
|  | Marcatori | 72’, 83’ Ibrahimović |

| Arbitro: | Turpin |

|                                                  |           |                     |
| Kurzawa 23’ Cavani 48’ Ibrahimović 67’ Lucas 87’ | Marcatori | 74’ (aut.) Verratti |

| Arbitro: | Fautrel |

|  |           |              |
|  | Marcatori | 75’ Di María |

| Arbitro: | Hamel |

|                                                        |           |  |
| Di María 6’ Ibrahimović 18’, 75’ Lucas 66’ Lavezzi 79’ | Marcatori |  |

| Arbitro: | Lannoy |

|               |           |                         |
| Moukandjo 82’ | Marcatori | 26’ Ongenda 32’ Matuidi |

| Arbitro: | Varela |

|                                                            |           |              |
| Cavani 20’ Ibrahimović 58’ (rig.) Kurzawa 67’ Augustin 84’ | Marcatori | 90+1’ Ayasse |

| Angers 1º dicembre 2015, ore 19:00 CET 16ª giornata | Angers  | 0 – 0 referto | Paris Saint-Germain | Stade Jean Bouin (16.381 spett.)\| Arbitro: \| Bastien \| |
| Arbitro:                                            | Bastien |               |                     |                                                           |

| Arbitro: | Gautier |

|  |           |                                        |
|  | Marcatori | 35’ Cavani 44’ (rig.), 61’ Ibrahimović |

| Arbitro: | Buquet |

|                                                               |           |           |
| Ibrahimović 11’, 77’ (rig.) Aurier 17’ Cavani 61’ Lucas 90+1’ | Marcatori | 24’ Ferri |

| Arbitro: | Jaffredo |

|  |           |                                   |
|  | Marcatori | 16’, 50’ Di María 36’ Ibrahimović |

#### Girone di ritorno
| Arbitro: | Moreira |

|                              |           |  |
| Thiago Motta 29’ Maxwell 39’ | Marcatori |  |

| Arbitro: | Varela |

|  |           |                 |
|  | Marcatori | 73’ Ibrahimović |

| Arbitro: | Fautrel |

|                                                              |           |             |
| Ibrahimović 33’ Lucas 40’ van der Wiel 54’ Di María 63’, 66’ | Marcatori | 33’ Capelle |

| Arbitro: | Jaffredo |

|  |           |                        |
|  | Marcatori | 61’, 90+2’ Ibrahimović |

| Arbitro: | El Hadj |

|                                        |           |               |
| Cavani 33’ Ibrahimović 55’ Kurzawa 69’ | Marcatori | 19’ Guerreiro |

| Arbitro: | Buquet |

|             |           |                             |
| Cabella 25’ | Marcatori | 2’ Ibrahimović 71’ Di María |

| Parigi 13 febbraio 2016, ore 17:00 CET 26ª giornata | Paris Saint-Germain | 0 – 0 referto | Lilla | Parc des Princes (45.391 spett.)\| Arbitro: \| Schneider \| |
| Arbitro:                                            | Schneider           |               |       |                                                             |

| Arbitro: | Miguelgorry |

|                                                    |           |              |
| van der Wiel 12’ Ibrahimović 43’, 68’ Cavani 45+1’ | Marcatori | 34’ Oniangué |

| Arbitro: | Jaffredo |

|                         |           |           |
| Cornet 13’ Darder 45+2’ | Marcatori | 51’ Lucas |

| Parigi 5 marzo 2016, ore 17:00 CET 29ª giornata | Paris Saint-Germain | 0 – 0 referto | Montpellier | Parc des Princes (45.173 spett.)\| Arbitro: \| Chapron \| |
| Arbitro:                                        | Chapron             |               |             |                                                           |

| Arbitro: | Letexier |

|  |           |                                                                                          |
|  | Marcatori | 14’, 75’ Cavani 18’ Pastore 19’ Rabiot 46’, 52’, 56’, 88’ Ibrahimović 59’ (aut.) Saunier |

| Arbitro: | Gautier |

|  |           |                                    |
|  | Marcatori | 65’ Vágner Love 68’ (rig.) Fabinho |

| Arbitro: | Lesage |

|                                          |           |              |
| Ibrahimović 15’, 34’, 82’ David Luiz 48’ | Marcatori | 18’ Ben Arfa |

| Arbitro: | Fautrel |

|  |           |                       |
|  | Marcatori | 56’ (rig.), 71’ Lucas |

| Arbitro: | Varela |

|                                                                        |           |  |
| Ibrahimović 12’, 57’ Matuidi 45+2’ Cavani 49’ Di María 52’ Maxwell 76’ | Marcatori |  |

| Arbitro: | Letexier |

|             |           |                 |
| Pallois 66’ | Marcatori | 59’ Ibrahimović |

| Arbitro: | Delerue |

|                                               |           |  |
| Maxwell 50’ Ibrahimović 54’, 78’ Cavani 90+1’ | Marcatori |  |

| Arbitro: | Lesage |

|  |           |                                        |
|  | Marcatori | 13’, 48’, 58’ Cavani 90+3’ Ibrahimović |

| Arbitro: | Jaffredo |

|                                               |           |  |
| Ibrahimović 18’, 89’ Lucas 43’ Marquinhos 52’ | Marcatori |  |

### Coupe de France
| Arbitro: | Lesage |

|  |           |                 |
|  | Marcatori | 60’ Ibrahimović |

| Arbitro: | Chapron |

|                                       |           |               |
| David Luiz 54’ Ibrahimović 89’ (rig.) | Marcatori | 11’ Moubandje |

| Arbitro: | Turpin |

|                                 |           |  |
| Ibrahimović 63’, 67’ Rabiot 75’ | Marcatori |  |

| Arbitro: | Bastien |

|                     |           |                                       |
| Eysseric 43’ (rig.) | Marcatori | 12’ Cavani 35’ Marquinhos 90+2’ Lucas |

| Arbitro: | Schneider |

|  |           |                 |
|  | Marcatori | 75’ Ibrahimović |

| Arbitro: | Turpin |

|                           |           |                                                   |
| Thauvin 12’ Batshuayi 87’ | Marcatori | 3’ Matuidi 47’ (rig.), 82’ Ibrahimović 57’ Cavani |

### Coupe de la Ligue
| Arbitro: | Delerue |

|            |           |  |
| Cavani 86’ | Marcatori |  |

| Arbitro: | Bastien |

|                      |           |             |
| Rabiot 17’ Lucas 73’ | Marcatori | 47’ Tolisso |

| Arbitro: | Delerue |

|                          |           |  |
| Lavezzi 65’ Di María 72’ | Marcatori |  |

| Arbitro: | Buquet |

|                          |           |            |
| Pastore 40’ Di María 74’ | Marcatori | 49’ Sidibé |

### Champions League

#### Fase a gironi
| Arbitro: | Karasëv |

|                        |           |  |
| Di María 4’ Cavani 61’ | Marcatori |  |

| Arbitro: | Aytekin |

|  |           |                                          |
|  | Marcatori | 7’ Aurier 23’ David Luiz 90’ (aut.) Srna |

| Parigi 21 ottobre 2015, ore 20:45 CEST Gruppo A - 3ª giornata | Paris Saint-Germain | 0 – 0 referto | Real Madrid | Parc des Princes (46.858 spett.)\| Arbitro: \| Rizzoli \| |
| Arbitro:                                                      | Rizzoli             |               |             |                                                           |

| Arbitro: | Clattenburg |

|           |           |  |
| Nacho 35’ | Marcatori |  |

| Arbitro: | Collum |

|  |           |                                                       |
|  | Marcatori | 3’ Rabiot 14’, 68’ Di María 50’ Ibrahimović 82’ Lucas |

| Arbitro: | Taylor |

|                           |           |  |
| Lucas 57’ Ibrahimović 86’ | Marcatori |  |

#### Fase a eliminazione diretta
| Arbitro: | Velasco Carballo |

|                            |           |             |
| Ibrahimović 39’ Cavani 78’ | Marcatori | 45+1’ Mikel |

| Arbitro: | Brych |

|                 |           |                            |
| Diego Costa 27’ | Marcatori | 16’ Rabiot 67’ Ibrahimović |

| Arbitro: | Mažić |

|                            |           |                               |
| Ibrahimović 41’ Rabiot 59’ | Marcatori | 38’ De Bruyne 72’ Fernandinho |

| Arbitro: | Velasco Carballo |

|               |           |  |
| De Bruyne 76’ | Marcatori |  |

### Trophée des champions
| Arbitro: | Bourdeau |

|                       |           |  |
| Aurier 11’ Cavani 17’ | Marcatori |  |

## Statistiche

### Statistiche di squadra
| Competizione          | Punti | In casa | In casa | In casa | In casa | In casa | In casa | In trasferta | In trasferta | In trasferta | In trasferta | In trasferta | In trasferta | Totale | Totale | Totale | Totale | Totale | Totale | DR   |
| Competizione          | Punti | G       | V       | N       | P       | Gf      | Gs      | G            | V            | N            | P            | Gf           | Gs           | G      | V      | N      | P      | Gf     | Gs     | DR   |
| --------------------- | ----- | ------- | ------- | ------- | ------- | ------- | ------- | ------------ | ------------ | ------------ | ------------ | ------------ | ------------ | ------ | ------ | ------ | ------ | ------ | ------ | ---- |
| Ligue 1               | 96    | 19      | 15      | 3       | 1       | 59      | 12      | 19           | 15           | 3            | 1            | 43           | 7            | 38     | 30     | 6      | 2      | 102    | 19     | +83  |
| Coupe de France       | -     | 2       | 2       | 0       | 0       | 5       | 1       | 3            | 3            | 0            | 0            | 5            | 1            | 6      | 6      | 0      | 0      | 14     | 4      | +10  |
| Coupe de la Ligue     | -     | 3       | 3       | 0       | 0       | 5       | 1       | -            | -            | -            | -            | -            | -            | 4      | 4      | 0      | 0      | 7      | 2      | +5   |
| Champions League      | -     | 5       | 3       | 2       | 0       | 8       | 3       | 5            | 3            | 0            | 2            | 10           | 3            | 10     | 6      | 2      | 2      | 18     | 6      | +12  |
| Trophée des champions | -     | -       | -       | -       | -       | -       | -       | -            | -            | -            | -            | -            | -            | 1      | 1      | 0      | 0      | 2      | 0      | +2   |
| Totale                | -     | 29      | 23      | 5       | 1       | 78      | 17      | 27           | 21           | 3            | 3            | 58           | 11           | 59     | 47     | 8      | 4      | 143    | 31     | +112 |

### Andamento in campionato
| Giornata  | 1 | 2 | 3 | 4 | 5 | 6 | 7 | 8 | 9 | 10 | 11 | 12 | 13 | 14 | 15 | 16 | 17 | 18 | 19 | 20 | 21 | 22 | 23 | 24 | 25 | 26 | 27 | 28 | 29 | 30 | 31 | 32 | 33 | 34 | 35 | 36 | 37 | 38 |
| --------- | - | - | - | - | - | - | - | - | - | -- | -- | -- | -- | -- | -- | -- | -- | -- | -- | -- | -- | -- | -- | -- | -- | -- | -- | -- | -- | -- | -- | -- | -- | -- | -- | -- | -- | -- |
| Luogo     | T | C | T | T | C | T | C | T | C | T  | C  | T  | C  | T  | C  | T  | T  | C  | T  | C  | T  | C  | T  | C  | T  | C  | C  | T  | C  | T  | C  | C  | T  | C  | T  | C  | T  | C  |
| Risultato | V | V | V | V | N | N | V | V | V | V  | V  | V  | V  | V  | V  | N  | V  | V  | V  | V  | V  | V  | V  | V  | V  | N  | V  | P  | N  | V  | P  | V  | V  | V  | N  | V  | V  | V  |
| Posizione | 8 | 1 | 1 | 1 | 1 | 1 | 1 | 1 | 1 | 1  | 1  | 1  | 1  | 1  | 1  | 1  | 1  | 1  | 1  | 1  | 1  | 1  | 1  | 1  | 1  | 1  | 1  | 1  | 1  | 1  | 1  | 1  | 1  | 1  | 1  | 1  | 1  | 1  |

Fonte:  Classements, su lfp.fr, LFP.
Legenda:

Luogo: C = Casa; T = Trasferta. Risultato: V = Vittoria; N = Pareggio; P = Sconfitta.

### Statistiche dei giocatori
| Giocatore       | Ligue 1  | Ligue 1 | Ligue 1     | Ligue 1    | Coupe de France Coupe de la Ligue | Coupe de France Coupe de la Ligue | Coupe de France Coupe de la Ligue | Coupe de France Coupe de la Ligue | Champions League | Champions League | Champions League | Champions League | Trophée des Champions | Trophée des Champions | Trophée des Champions | Trophée des Champions | Totale   | Totale | Totale      | Totale     |
| Giocatore       | Presenze | Reti    | Ammonizioni | Espulsioni | Presenze                          | Reti                              | Ammonizioni                       | Espulsioni                        | Presenze         | Reti             | Ammonizioni      | Espulsioni       | Presenze              | Reti                  | Ammonizioni           | Espulsioni            | Presenze | Reti   | Ammonizioni | Espulsioni |
| --------------- | -------- | ------- | ----------- | ---------- | --------------------------------- | --------------------------------- | --------------------------------- | --------------------------------- | ---------------- | ---------------- | ---------------- | ---------------- | --------------------- | --------------------- | --------------------- | --------------------- | -------- | ------ | ----------- | ---------- |
| J. Augustin     | 13       | 1       | 1           | 0          | 1+1                               | 0                                 | 0                                 | 0                                 | 1                | 0                | 0                | 0                | 1                     | 0                     | 0                     | 0                     | 17       | 1      | 1           | 0          |
| S. Aurier       | 21       | 2       | 8           | 0          | 4+2                               | 0                                 | 0+2                               | 0                                 | 5                | 1                | 2                | 0                | 1                     | 1                     | 0                     | 0                     | 33       | 4      | 12          | 0          |
| J. Bahebeck     | -        | -       | -           | -          | -                                 | -                                 | -                                 | -                                 | -                | -                | -                | -                | 1                     | 0                     | 0                     | 0                     | 1        | 0      | 0           | 0          |
| E. Cavani       | 31       | 19      | 3           | 0          | 5+4                               | 2+1                               | 0                                 | 0                                 | 10               | 2                | 0                | 0                | 1                     | 1                     | 0                     | 0                     | 51       | 25     | 3           | 0          |
| David Luiz      | 26       | 2       | 4           | 0          | 4+3                               | 1+0                               | 2+0                               | 0                                 | 7                | 1                | 5                | 0                | 1                     | 0                     | 1                     | 0                     | 41       | 4      | 12          | 0          |
| L. Digne        | 0        | 0       | 0           | 0          | -                                 | -                                 | -                                 | -                                 | -                | -                | -                | -                | 0                     | 0                     | 0                     | 0                     | 0        | 0      | 0           | 0          |
| A. Di María     | 29       | 10      | 0           | 0          | 4+4                               | 0+2                               | 1+0                               | 0                                 | 10               | 3                | 0                | 0                | -                     | -                     | -                     | -                     | 47       | 15     | 1           | 0          |
| N. Douchez      | 1        | 0       | 0           | 0          | 0+1                               | 0                                 | 0                                 | 0                                 | -                | -                | -                | -                | 0                     | -0                    | 0                     | 0                     | 2        | 0      | 0           | 0          |
| Z. Ibrahimović  | 31       | 38      | 1           | 0          | 6+3                               | 7+0                               | 1+0                               | 0                                 | 10               | 5                | 2                | 0                | 1                     | 0                     | 0                     | 0                     | 51       | 50     | 4           | 0          |
| P. Kimpembe     | 6        | 0       | 1           | 0          | 1+1                               | 0                                 | 0                                 | 0                                 | 1+0              | 0                | 0+1              | 0                | 0                     | 0                     | 0                     | 0                     | 9        | 0      | 2           | 0          |
| L. Kurzawa      | 16       | 3       | 1           | 0          | 4+4                               | 0                                 | 0                                 | 0                                 | 1                | 0                | 0                | 0                | -                     | -                     | -                     | -                     | 25       | 3      | 1           | 0          |
| E. Lavezzi      | 16       | 2       | 0           | 0          | 1+3                               | 0+1                               | 0                                 | 0                                 | 3                | 0                | 1                | 0                | 1                     | 0                     | 0                     | 0                     | 24       | 3      | 1           | 0          |
| Lucas           | 36       | 9       | 3           | 0          | 6+4                               | 1+1                               | 0+1                               | 0                                 | 9                | 2                | 1                | 0                | 1                     | 0                     | 0                     | 0                     | 56       | 13     | 5           | 0          |
| M. Maignan      | -        | -       | -           | -          | -                                 | -                                 | -                                 | -                                 | -                | -                | -                | -                | 0                     | -0                    | 0                     | 0                     | 0        | -0     | 0           | 0          |
| Marquinhos      | 28       | 1       | 1           | 0          | 5+3                               | 1+0                               | 0                                 | 0                                 | 6                | 0                | 0                | 0                | 0                     | 0                     | 0                     | 0                     | 42       | 2      | 1           | 0          |
| B. Matuidi      | 31       | 4       | 3           | 0          | 5+2                               | 1+0                               | 1+0                               | 0                                 | 9                | 0                | 3                | 0                | 1                     | 0                     | 0                     | 0                     | 48       | 5      | 7           | 0          |
| Maxwell         | 29       | 2       | 0           | 0          | 4+0                               | 0                                 | 0                                 | 0                                 | 9                | 0                | 0                | 0                | 1                     | 0                     | 0                     | 0                     | 43       | 2      | 0           | 0          |
| Y. Meité        | 1        | 0       | 0           | 0          | -                                 | -                                 | -                                 | -                                 | -                | -                | -                | -                | -                     | -                     | -                     | -                     | 1        | 0      | 0           | 0          |
| C. N'kunku      | 5        | 0       | 0           | 0          | -                                 | -                                 | -                                 | -                                 | 1                | 0                | 0                | 0                | -                     | -                     | -                     | -                     | 6        | 0      | 0           | 0          |
| H. Ongenda      | 5        | 1       | 0           | 0          | 1+0                               | 0                                 | 0                                 | 0                                 | -                | -                | -                | -                | 0                     | 0                     | 0                     | 0                     | 6        | 1      | 0           | 0          |
| J. Pastore      | 16       | 2       | 1           | 0          | 2+2                               | 0+1                               | 0+2                               | 0+1                               | 6                | 0                | 1                | 0                | 0                     | 0                     | 0                     | 0                     | 26       | 3      | 4           | 1          |
| A. Rabiot       | 24       | 1       | 5           | 1          | 6+4                               | 1+1                               | 1+0                               | 0                                 | 7                | 3                | 1                | 0                | 1                     | 0                     | 0                     | 0                     | 42       | 6      | 7           | 1          |
| Y. Sabaly       | 0        | 0       | 0           | 0          | -                                 | -                                 | -                                 | -                                 | -                | -                | -                | -                | 0                     | 0                     | 0                     | 0                     | 0        | 0      | 0           | 0          |
| S. Sirigu       | 3        | -0      | 0           | 0          | 6+3                               | -5                                | 0                                 | 0                                 | 0                | 0                | 0                | 0                | 0                     | -0                    | 0                     | 0                     | 12       | -5     | 0           | 0          |
| B. Stambouli    | 27       | 0       | 2           | 0          | 6+3                               | 0                                 | 1+1                               | 0                                 | 2                | 0                | 0                | 0                | 1                     | 0                     | 0                     | 0                     | 39       | 0      | 4           | 0          |
| T. Taufflieb    | 1        | 0       | 0           | 0          | -                                 | -                                 | -                                 | -                                 | -                | -                | -                | -                | -                     | -                     | -                     | -                     | 1        | 0      | 0           | 0          |
| Thiago Motta    | 32       | 1       | 6           | 0          | 3+1                               | 0                                 | 0                                 | 0                                 | 9                | 0                | 1                | 0                | 0                     | 0                     | 0                     | 0                     | 45       | 1      | 7           | 0          |
| Thiago Silva    | 30       | 1       | 3           | 0          | 4+2                               | 0                                 | 0                                 | 0                                 | 9                | 0                | 1                | 0                | 1                     | 0                     | 0                     | 0                     | 46       | 1      | 4           | 0          |
| K. Trapp        | 35       | -19     | 0           | 0          | -                                 | -                                 | -                                 | -                                 | 10               | -5               | 1                | 0                | 1                     | -0                    | 0                     | 0                     | 46       | -24    | 1           | 0          |
| G. van der Wiel | 17       | 2       | 2           | 0          | 2+2                               | 0                                 | 1                                 | 0                                 | 6                | 0                | 0                | 0                | 0                     | 0                     | 0                     | 0                     | 27       | 2      | 3           | 0          |
| M. Verratti     | 18       | 0       | 2           | 0          | 1+3                               | 0                                 | 0                                 | 0                                 | 5                | 0                | 2                | 0                | 1                     | 0                     | 1                     | 0                     | 28       | 0      | 5           | 0          |